# Novobyzantský sloh

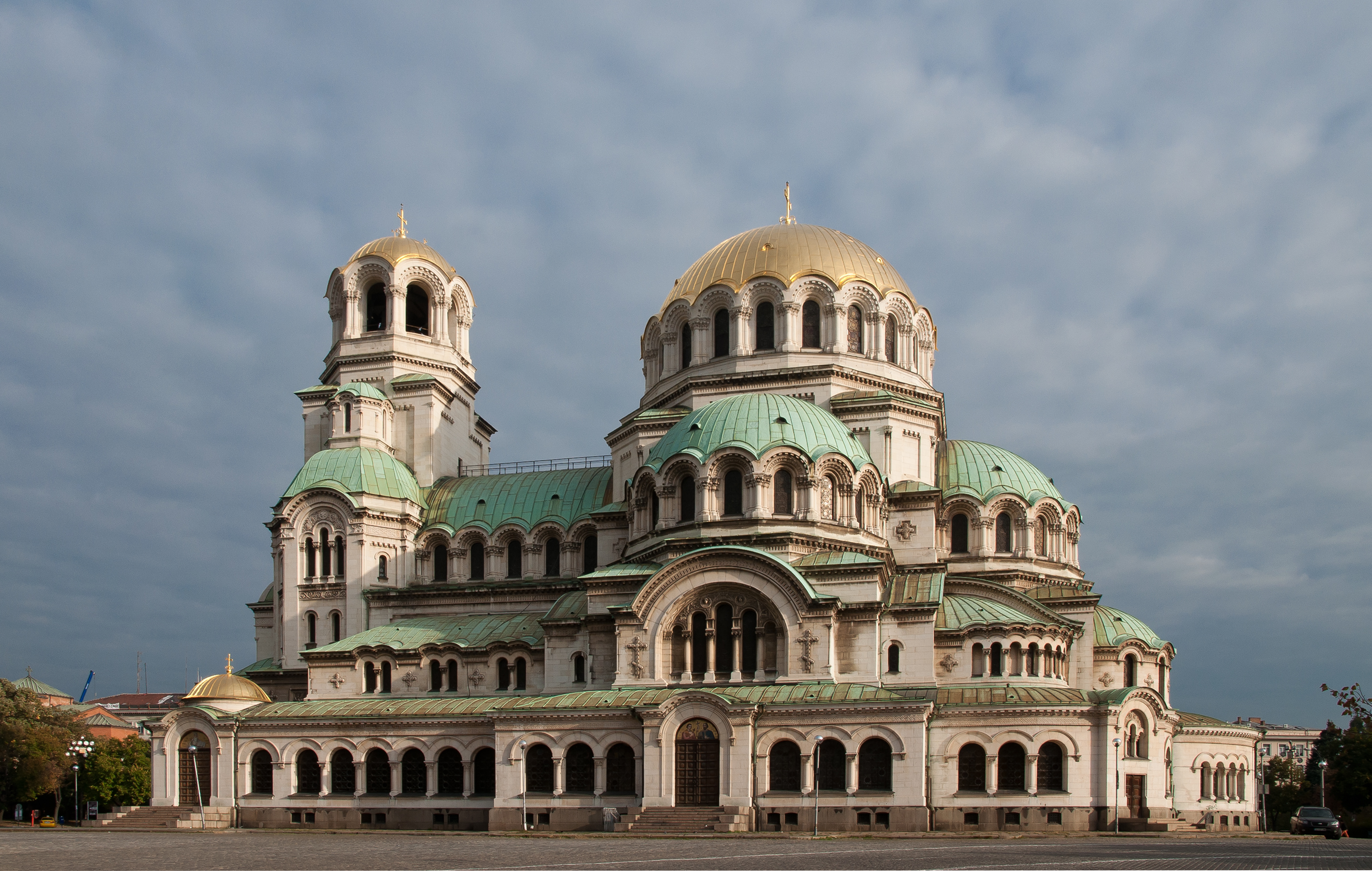
Katedrála svatého Alexandra Něvského v Sofii

Novobyzantský sloh neboli neobyzantský styl byl architektonický směr vzniklý v západní Evropě ve 40. letech 19. století, který se řadí mezi historizující slohy. Využíval prvky byzantského slohu, používaného v pravoslavné architektuře 5. až 11. století. Vzorem byly hlavně středověké stavby v Konstantinopoli (dnešní Istanbul) a Raveně. Novobyzantský sloh se používal především u staveb náboženského a institucionálního určení. Vyvrcholil v Rusku v poslední čtvrtině 19. století. Izolovaná novobyzantská škola existovala ještě v meziválečné Jugoslávii.
Příklady staveb v novobyzantském slohu jsou katedrála svatého Alexandra Něvského v Sofii, Westminsterská katedrála v Londýně, chrám svatého Vladimíra v Kyjevě nebo chrám svatého Alexandra Něvského v Postupimi. Vliv novobyzantské architektury je patrný také na architektuře pařížské baziliky Sacré-Cœur.
V Česku je novobyzantský sloh zastoupen několika stavbami především náboženského určení. Významný je zejména kostel Nanebevzetí Panny Marie v Mariánských Lázních budovaný v letech 1844 až 1848 podle projektu architekta Johanna Gottfrieda Gutensohna.